# Соколов, Иван Иванович (художник)
Иван Иванович Соколо́в (1823 — 19 ноября 1918) — русский живописец-жанрист и портретист, академик Императорской Академии художеств.

## Биография

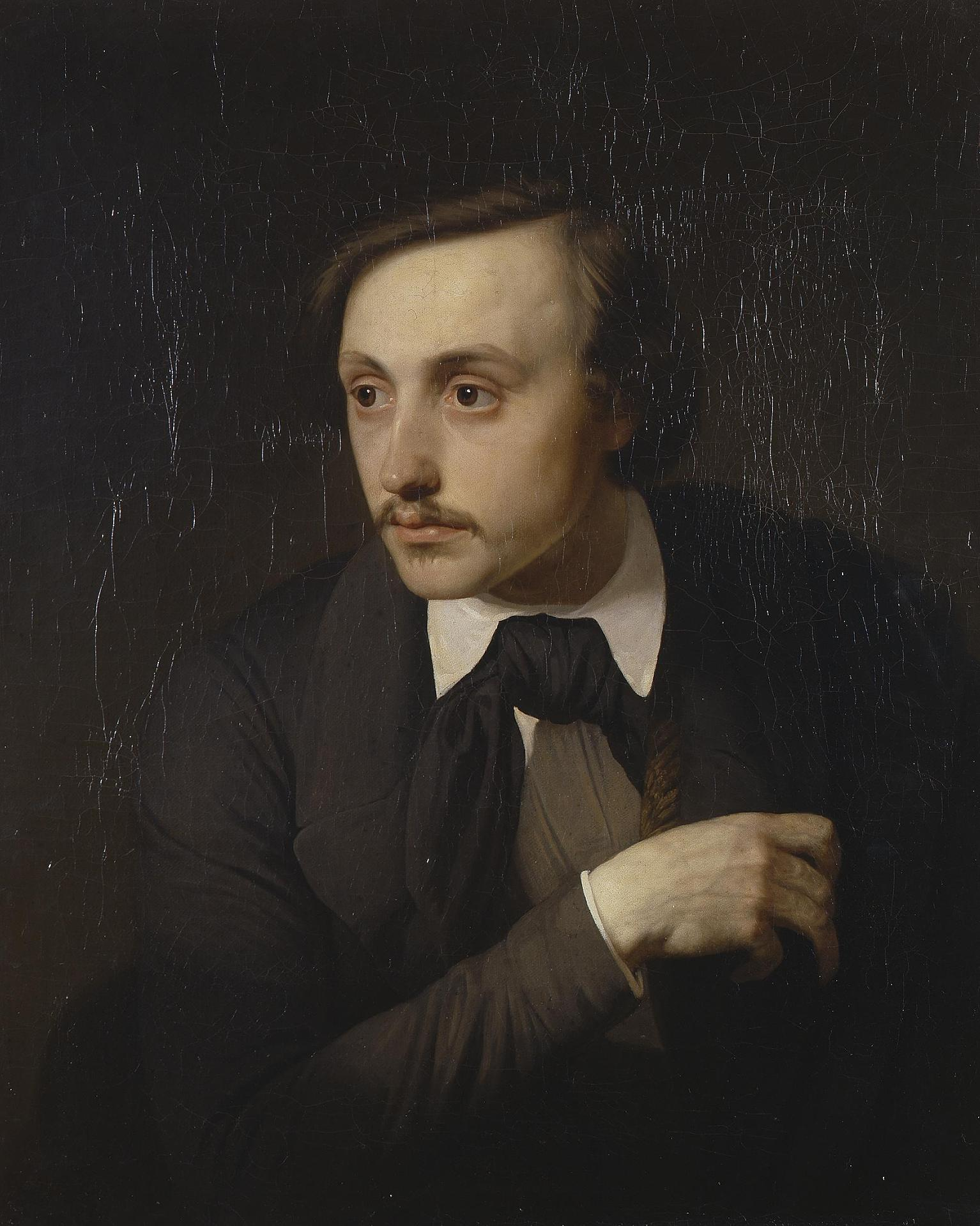
Я. Капков. Портрет И. И. Соколова. 1849

Родился 10 июня 1823 года, по одним данным в Астрахани, по другим — в родовом имении Ганжовка Суджанского уезда Курской губернии (ныне — д. Ганжовка Беловского района Курской области).
Учился в Московском дворянском институте, но, не окончив его, переехал в Санкт-Петербург, где поступил в Императорскую Академию художеств. Учился у профессора А. Т. Маркова. В 1849 году, прервав занятия в Академии, отправился на Кавказ, где рисовал и писал акварелью виды местной природы и народные типы. Возвратившись через два года в Петербург, продолжил занятия в Академии. В 1852 году, за картину «Продажа невольниц на восточном берегу Чёрного моря» («Черкес продает свою сестру турецкому купцу»), получил малую серебряную медаль. Получил звание художника XIV класса (1855).
Окончив Академию, жил в Малороссии, где написал картины: «Сенокос» и «Кавказский пейзаж» за которые получил от Академии большую серебряную медаль. В дальнейшем написал ряд картин на украинском материале: «Сбор вишни в помещичьем саду на Украине», «Возвращение с ярмарки».
Много путешествовал как внутри России, так и за границей: посетил Константинополь, Германию, Францию, Испанию. В 1857 году за картину «Закавказские цыгане» получил степень академика, а в 1860 году получил звание профессора.
После 1860 года перестал выставляться со своими работами на выставках. В 1861 году сделал ряд рисунков для журнала «Живописная Украина», издававшегося Л. М. Жемчужниковым.
В 1863 году с группой русских художников побывал во Франции в Барбизоне на натурных этюдах. По возвращении в Россию постоянно проживал в Ганжовке.
Последние годы жил в Харькове, где и умер.

## Картины
Его работы находятся в Третьяковской галерее, Государственном Русском музее, музеях Нижнего Тагила, Саратова, Твери, Симферополя, Киева, Тбилиси и др.

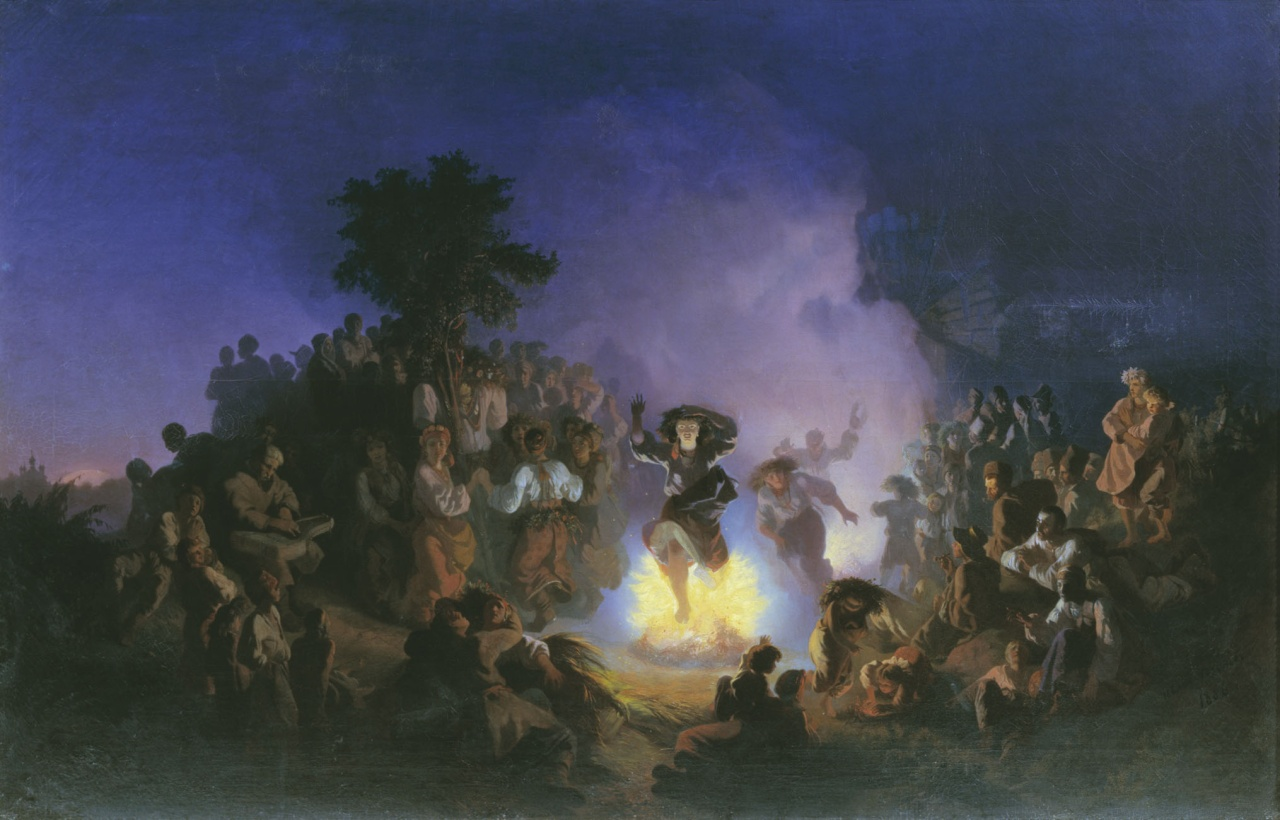
Ночь на Ивана Купалу. 1856. Холст, масло. 105x162 см

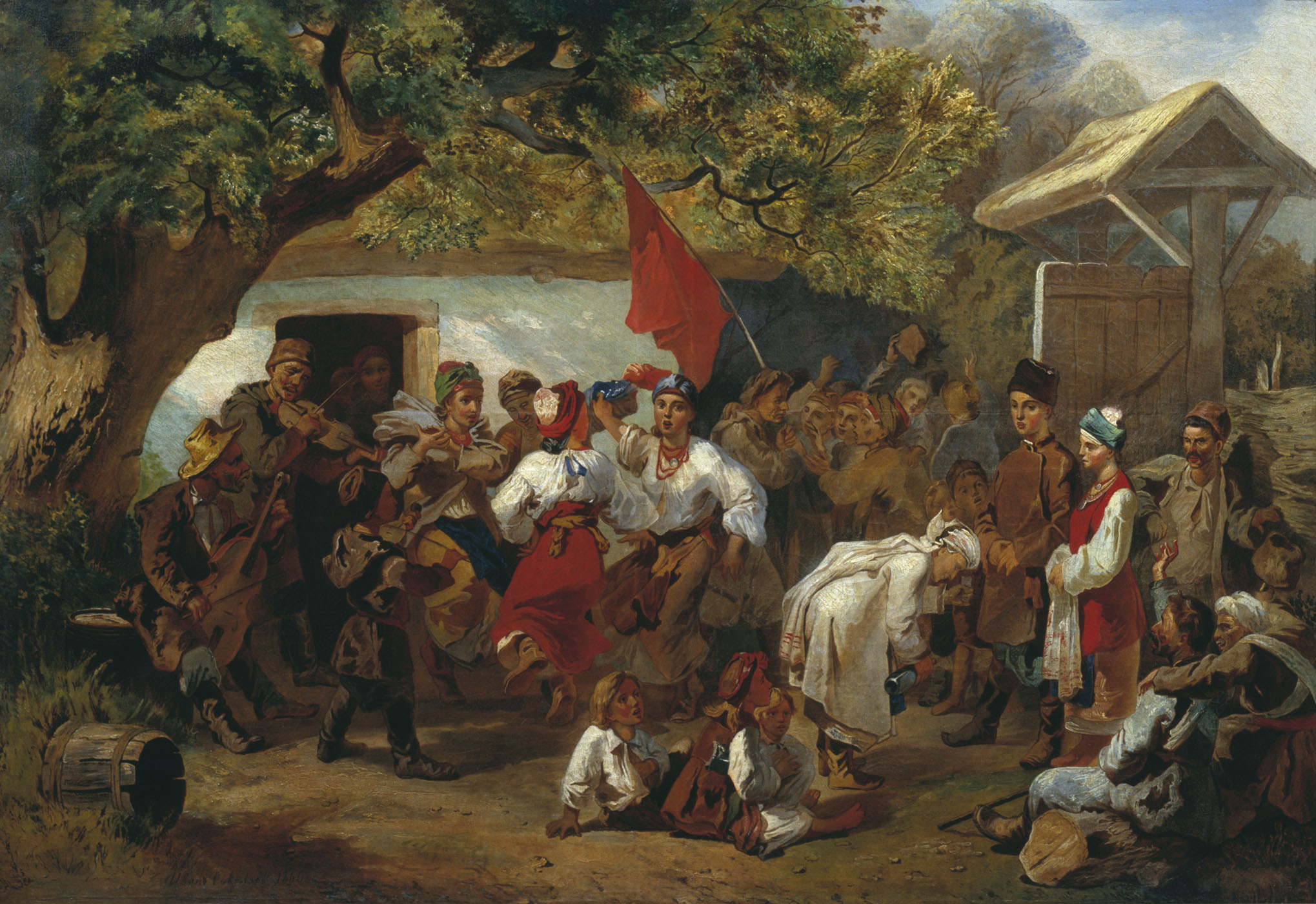
Свадьба. 1860. Холст, масло. 80,2х134 см

- «Продажа невольниц на восточном берегу Чёрного моря»
- «Сенокос»
- «Кавказский пейзаж»
- «Ночь на Ивана Купалу» (1856, была в коллекции К. Т. Солдатенкова, ныне Нижнетагильский художественный музей изобразительных искусств)
- «Малороссиянки в Троицын день»
- «Прощание косаря»
- «Закавказские цыгане» (1857)
- «Сбор вишни в помещичьем саду на Украине» (1858, Третьяковская галерея)
- «Возвращение с ярмарки» (1859, Киевский музей украинского искусства)
- «Вид на восточном берегу Черного моря»
- «Дети, играющих на кладбище, в Константинополе»
- «Свадьба» (1860, Сумской художественный музей[6])
- «Цыганский табор на Кавказе» (была в царскосельском Александровском дворце)
- «Проводы в город парубков, назначенных в рекруты» (1860-е, Третьяковская галерея)
- «Малороссийские девушки, гадающие по венкам о замужестве» (1860-е, находилась в Зимнем дворце, ныне — Черниговский художественный музей)
- Возле шинка (1864, Закарпатский художественный музей).
- «Утро после свадьбы в Малороссии» (Третьяковская галерея)
- «Деревенская свобода»
- «Кобзарь»

акварели
- «Малороссийская свадьба» и «Прощание косаря с его зазнобой» (обе в альбоме императора Александра II),
- «В окрестностях Константинополя»,
- «Малороссиянка с ребенком» (две сепии, Третьяковская галерея)